# Ben Moxham
Pas d'image ? Cliquez ici

a Compétitions nationales et continentales officielles uniquement.

b Matchs officiels uniquement.
Dernière mise à jour le 5 décembre 2024.
Ben Moxham, né le 9 juin 2001 à Larne (Irlande du Nord), est un joueur nord-irlandais de rugby à XV jouant aux poste de centre et d'ailier à l'Ulster en United Rugby Championship depuis 2020.

## Biographie

### Jeunesse et formation
Ben Moxham naît le 9 juin 2001 à Larne, en Irlande du Nord et y fréquente la Larne High School (en). Il commence le sport en jouant au football, mais décide de changer et de jouer au rugby car c'est le seul club de sport qu'il y a dans sa ville. Il est ensuite recruté par l'Ulster dans les catégories de jeunes et y joue trois mois mais n'est toutefois pas conservé. Il rejoint alors le Ballymena RFC et joue dans le Championnat d'Irlande.

### Carrière à l'Ulster
Ben Moxham fait ses débuts professionnels le 27 décembre 2020, lors de la neuvième journée du Pro14 de la saison 2020-2021, contre le Connacht, lorsqu'il remplace Stewart Moore (en) dans une victoire 32 à 19,. Pour sa première saison, il joue quatre matchs de championnat.
Durant la saison suivante, en 2021-2022, il gagne du temps de jeu et participe à quinze rencontre toutes compétitions confondues, faisant également ses débuts en Coupe d'Europe à l'occasion d'un match de la phase de poule contre Northampton.
En 2022-2023, Ben Moxham marque le premier essai de sa carrière lors d'un match de championnat contre les Sud-Africains des Stormers. Son équipe l'emporte 35 à 5. À la fin de cette saison, il prolonge son contrat avec l'Ulster de deux saisons, soit jusqu'en juillet 2025.

### Carrière internationale
En février 2020, il est sélectionné pour la première fois en équipe d'Irlande des moins de 20 ans pour participer au Tournoi des Six Nations des moins de 20 ans 2020. Il ne joue qu'un seul match dans cette édition terminée plus tôt à cause de la pandémie de Covid-19.
L'année suivante, il est de nouveau sélectionné pour le Tournoi des Six Nations des moins de 20 ans 2021. Il prend part à quatre rencontres, toutes en tant que titulaire. Toujours en 2021, il est sélectionné en équipe d'Irlande de rugby à sept lors des World Rugby Sevens Series. Il participe aux étapes de Vancouver et Edmonton durant lesquelles il joue au total douze matchs, marquant un essai,.

## Statistiques

### En province
| Saison       | Club         | Championnat               | Championnat | Championnat | Coupe d'Europe     | Coupe d'Europe | Coupe d'Europe |
| Saison       | Club         | Compétition               | Matchs      | Essais      | Compétition        | Matchs         | Essais         |
| ------------ | ------------ | ------------------------- | ----------- | ----------- | ------------------ | -------------- | -------------- |
| 2020-2021    | Ulster       | Pro14                     | 4           | -           | Coupe d'Europe     | -              | -              |
| 2020-2021    | Ulster       | Pro14 Rainbow Cup         | -           | -           | Challenge européen | -              | -              |
| 2021-2022    | Ulster       | United Rugby Championship | 13          | -           | Coupe d'Europe     | 2              | -              |
| 2022-2023    | Ulster       | United Rugby Championship | 6           | 1           | Champions Cup      | 3              | -              |
| 2023-2024    | Ulster       | United Rugby Championship | 3           | -           | Champions Cup      | -              | -              |
| Total Ulster | Total Ulster | Total Ulster              | 26          | 1           | Coupe d'Europe     | 5              | 0              |

### Internationales

#### Équipe d'Irlande des moins de 20 ans
Ben Moxham a disputé cinq matchs avec l'équipe d'Irlande des moins de 20 ans en deux saisons, prenant part à deux éditions du Tournoi des Six Nations des moins de 20 ans en 2020 et 2021. Il n'a pas inscrit de points.

#### Équipe d'Irlande de rugby à sept
Ben Moxham compte douze sélections en équipe d'Irlande de rugby à sept pour un essai marqué, soit cinq points.
| Saison | Compétition                         | Matchs | Points | Essais |
| ------ | ----------------------------------- | ------ | ------ | ------ |
| 2021   | World Rugby Sevens Series Vancouver | 6      | 5      | 1      |
| 2021   | World Rugby Sevens Series Edmonton  | 6      | -      | -      |
| Total  | Total                               | 12     | 5      | 1      |

## Palmarès
Néant